# Olympische Winterspiele 2018/Shorttrack – 1000 m (Männer)
Der Shorttrack-Wettbewerb über die 1000 Meter der Männer bei den Olympischen Winterspielen 2018 in Pyeongchang wurde am 13. Februar 2018 und am 17. Februar 2018 in der Gangneung Ice Arena ausgetragen. Er bestand aus sechs Vorläufen und aus drei Halbfinalläufen sowie einen A- und B-Finale. An dem Wettbewerb nahmen insgesamt 32 Starter aus 14 Nationen teil.
Der Kanadier Samuel Girard gewann, nachdem er 2016 und 2017 bei den Weltmeisterschaften über die 1500 Meter jeweils den zweiten Platz belegte, die Goldmedaille. John-Henry Krueger aus den USA gewann die Silbermedaille und Seo Yi-ra aus Südkorea die Bronzemedaille. Weder aus Deutschland, Österreich, der Schweiz oder Liechtenstein war ein Teilnehmer am Start.

## Rekorde
| Weltrekord         | Hwang Dae-heon ( Südkorea) | 1:20,875 min | Salt Lake City | 26. Februar 2010 |
| Olympischer Rekord | Lee Jung-su ( Südkorea)    | 1:23,747 min | Vancouver      | 13. Februar 2010 |

In den Vorlaufen stellte der Kanadier Charles Hamelin mit einer Zeit von 1:23,407 Minuten einen neuen olympischen Rekord aufstellen. Auch der Chinese Wu Dajing und der Franzose Sébastien Lepape, welche im gleichen Vorlauf wie Hamelin gestartet sind, unterboten den bisher bestehenden olympischen Rekord.

## Ergebnisse

### Vorläufe
Beim olympischen Wettbewerb wurden insgesamt acht Vorläufe durchgeführt, in welchen jeweils vier Athleten an den Start gingen. Die beiden schnellsten qualifizierten sich für die Viertelfinal-Wettbewerben und sind grün markiert. Falls ein Starter durch die Jury als ADV (advanced) gewertet und in die nächste Runde versetzt wurde, ist der Starter blau markiert. Bei den rot markierten Starten handelt es sich um jene, welche von der Jury disqualifiziert wurden.

#### Vorlauf 1
| Rang | Athlet             | Nation             | Zeit         |
| ---- | ------------------ | ------------------ | ------------ |
| 1    | John-Henry Krueger | Vereinigte Staaten | 1:25,913 min |
| 2    | Farrell Treacy     | Großbritannien     | 1:26,762 min |
| 3    | Ryōsuke Sakazume   | Japan              | DNF          |
| –    | Shaoang Liu        | Ungarn             | DSQ          |

#### Vorlauf 2
| Rang | Athlet           | Nation      | Zeit         |
| ---- | ---------------- | ----------- | ------------ |
| 1    | Lim Hyo-jun      | Südkorea    | 1:23,971 min |
| 2    | Kazuki Yoshinaga | Japan       | 1:24,030 min |
| 3    | Charle Cournoyer | Kanada      | 1:24,051 min |
| 4    | Daan Breeuwsma   | Niederlande | 1:24,429 min |

#### Vorlauf 3
| Rang | Athlet                   | Nation                           | Zeit         |
| ---- | ------------------------ | -------------------------------- | ------------ |
| 1    | Samuel Girard            | Kanada                           | 1:23,894 min |
| 2    | Semjon Jelistratow       | Olympische Athleten aus Russland | 1:23,979 min |
| 3    | Keita Watanabe           | Japan                            | 1:24,078 min |
| 4    | Nurbergen Schumaghasijew | Kasachstan                       | 1:24,271 min |

#### Vorlauf 4
| Rang | Athlet            | Nation              | Zeit         |
| ---- | ----------------- | ------------------- | ------------ |
| 1    | Sjinkie Knegt     | Niederlande         | 1:23,823 min |
| 2    | Thibaut Fauconnet | Frankreich          | 1:24,381 min |
| 3    | Roberts Zvejnieks | Lettland            | 1:26,408 min |
| –    | Ren Ziwei         | Volksrepublik China | DSQ          |

#### Vorlauf 5
| Rang | Athlet               | Nation                           | Zeit            |
| ---- | -------------------- | -------------------------------- | --------------- |
| 1    | Charles Hamelin      | Kanada                           | 1:23,407 min OR |
| 2    | Wu Dajing            | Volksrepublik China              | 1:23,463 min    |
| 3    | Sébastien Lepape     | Frankreich                       | 1:23,489 min    |
| 4    | Alexander Schulginow | Olympische Athleten aus Russland | 1:31,133 min    |

#### Vorlauf 6
| Rang | Athlet         | Nation              | Zeit         |
| ---- | -------------- | ------------------- | ------------ |
| 1    | Itzhak de Laat | Niederlande         | 1:24,639 min |
| 2    | Seo Yi-ra      | Südkorea            | 1:24,734 min |
| 3    | Tommaso Dotti  | Italien             | 1:25,369 min |
| –    | Han Tianyu     | Volksrepublik China | DSQ          |

#### Vorlauf 7
| Rang | Athlet            | Nation         | Zeit         |
| ---- | ----------------- | -------------- | ------------ |
| 1    | Hwang Dae-heon    | Südkorea       | 1:24,457 min |
| 2    | Yuri Confortola   | Italien        | 1:25,297 min |
| 3    | Josh Cheetham     | Großbritannien | 1:26,223 min |
| –    | Vladislav Bykanov | Israel         | DSQ          |

#### Vorlauf 8
| Rang | Athlet             | Nation                           | Zeit         |
| ---- | ------------------ | -------------------------------- | ------------ |
| 1    | Shaolin Sándor Liu | Ungarn                           | 1:31,547 min |
| 2    | Roberto Puķītis    | Lettland                         | 1:31,635 min |
| 3    | John Celski        | Vereinigte Staaten               | 1:31,812 min |
| –    | Pawel Sitnikow     | Olympische Athleten aus Russland | DSQ          |

### Viertelfinalläufe
Beim olympischen Wettbewerb wurden insgesamt vier Viertelfinalläufe durchgeführt. Durch die Juryentscheidungen zu Gunsten von Roberts Zvejnieks und Ryōsuke Sakazume nahmen am dritten und vierten Viertelfinale jeweils 5 Starter und an den ersten beiden Viertelfinalläufe vier Starter teil. Die beiden Schnellsten qualifizierten sich für die Halbfinal-Wettbewerbe und sind grün markiert. Falls ein Starter durch die Jury als ADV (advanced) gewertet und in die nächste Runde versetzt wurde, ist der Starter blau markiert. Bei den rot markierten Startern handelt es sich um jene, welche von der Jury disqualifiziert wurden.

#### Viertelfinale 1
| Rang | Athlet            | Nation     | Zeit         |
| ---- | ----------------- | ---------- | ------------ |
| 1    | Seo Yi-ra         | Südkorea   | 1:24,053 min |
| 2    | Lim Hyo-jun       | Südkorea   | 1:24,095 min |
| 3    | Thibaut Fauconnet | Frankreich | 1:24,344 min |
| –    | Hwang Dae-heon    | Südkorea   | DSQ          |

#### Viertelfinale 2
| Rang | Athlet           | Nation      | Zeit         |
| ---- | ---------------- | ----------- | ------------ |
| 1    | Samuel Girard    | Kanada      | 1:24,289 min |
| 2    | Yuri Confortola  | Italien     | 1:24,383 min |
| 3    | Itzhak de Laat   | Niederlande | 1:24,423 min |
| –    | Kazuki Yoshinaga | Japan       | 1:24,649 min |

#### Viertelfinale 3
| Rang | Athlet             | Nation                           | Zeit         |
| ---- | ------------------ | -------------------------------- | ------------ |
| 1    | Semjon Jelistratow | Olympische Athleten aus Russland | 1:23,893 min |
| 2    | Ryōsuke Sakazume   | Japan                            | 1:24,099 min |
| 3    | John-Henry Krueger | Vereinigte Staaten               | 1:24,598 min |
| 4    | Farrell Treacy     | Vereinigtes Königreich           | 1:25,080 min |
| –    | Sjinkie Knegt      | Niederlande                      | DSQ          |

#### Viertelfinale 4
| Rang | Athlet             | Nation              | Zeit         |
| ---- | ------------------ | ------------------- | ------------ |
| 1    | Shaolin Sándor Liu | Ungarn              | 1:24,012 min |
| 2    | Charles Hamelin    | Kanada              | 1:24,015 min |
| 3    | Roberto Puķītis    | Lettland            | 1:24,022 min |
| 4    | Roberts Zvejnieks  | Lettland            | 1:24,306 min |
| –    | Wu Dajing          | Volksrepublik China | DSQ          |

### Halbfinalläufe
Es wurden beim olympischen Wettbewerb insgesamt zwei Halbfinalläufe ausgetragen. Während im zweiten Halbfinale durch den Juryentscheid zu Gunsten von John-Henry Krueger fünf Athleten am Start waren, starteten in den anderen Halbfinallauf nur vier Athleten. Die zwei Schnellsten qualifizierten sich für das A-Finale und sind grün markiert. Mit hellgrüner Farbe sind die Starter markiert, welche sich für das B-Finale qualifiziert haben. Falls ein Starter durch die Jury als ADV (advanced) gewertet und in das A-Finale versetzt wurde, ist der Starter blau markiert. Bei den rot markierten Startern handelt es sich um jene, welche von der Jury disqualifiziert wurden.

#### Halbfinale 1
| Rang | Athlet             | Nation                           | Zeit         |
| ---- | ------------------ | -------------------------------- | ------------ |
| 1    | Lim Hyo-jun        | Südkorea                         | 1:26,463 min |
| 2    | Shaolin Sándor Liu | Ungarn                           | 1:26,488 min |
| 3    | Yuri Confortola    | Italien                          | 1:26,626 min |
| 4    | Semjon Jelistratow | Olympische Athleten aus Russland | 1:26,773 min |

#### Halbfinale 2
| Rang | Athlet             | Nation             | Zeit         |
| ---- | ------------------ | ------------------ | ------------ |
| 1    | John-Henry Krueger | Vereinigte Staaten | 1:24,187 min |
| 2    | Seo Yi-ra          | Südkorea           | 1:24,252 min |
| 3    | Ryōsuke Sakazume   | Japan              | 1:24,317 min |
| 4    | Samuel Girard      | Kanada             | 1:25,102 min |
| –    | Charles Hamelin    | Kanada             | DSQ          |

#### Finalläufe
Beim olympischen Wettbewerb wurde ein B-Finale und ein A-Finale ausgetragen. Durch den Juryentscheid zu Gunsten des Kanadiers Samuel Girard bestand das B-Finale nur aus 3 und das A-Finale aus 5 Starten. Wenn ein Starter von der Jury disqualifiziert wurde, ist er rot markiert.

#### B-Finale
| Rang | Athlet             | Nation                           | Zeit         |
| ---- | ------------------ | -------------------------------- | ------------ |
| 5    | Ryōsuke Sakazume   | Japan                            | 1:27,522 min |
| 6    | Semjon Jelistratow | Olympische Athleten aus Russland | 1:27,621 min |
| 7    | Yuri Confortola    | Italien                          | 1:27,712 min |

#### A-Finale
| Rang | Athlet             | Nation             | Zeit         |
| ---- | ------------------ | ------------------ | ------------ |
| 1    | Samuel Girard      | Kanada             | 1:24,650 min |
| 2    | John-Henry Krueger | Vereinigte Staaten | 1:24,864 min |
| 3    | Seo Yi-ra          | Südkorea           | 1:31,619 min |
| 4    | Lim Hyo-jun        | Südkorea           | 1:33,312 min |
| 8    | Shaolin Sándor Liu | Ungarn             | DSQ          |